# Zondag met Lubach
Zondag met Lubach (niederländisch für „Sonntag mit Lubach“) war eine satirische Fernsehsendung in den Niederlanden, welche von Arjen Lubach moderiert und wöchentlich auf NPO 3 ausgestrahlt wurde. Jeden Sonntag wurden in 30 Minuten die Neuigkeiten der letzten sieben Tage besprochen, auch in Form von investigativem Journalismus. Die Hauptautoren waren Tex de Wit und Pieter Jouke. Das Programm wurde im großen Raum des Bellevue-Theaters in Amsterdam aufgenommen. Die erste Folge lief am 4. November 2014, nach 13 Staffeln endete die Sendung am 28. März 2021. Schauten in der ersten Staffel noch durchschnittlich 337.000 Zuschauer, waren es in der letzten Staffel knapp 2,1 Millionen.
Im Jahr 2017 gewann die Sendung den Gouden Televizier-Ring, einen Fernsehpreis für die beste Sendung des Jahres, ausgegeben durch die Rundfunkanstalt AVROTROS.
2022 startete auf NPO1 die Nachfolgesendung De Avondshow met Arjen Lubach.

## Nennenswerte Sendungen
2017 erlangte die Sendung internationale Aufmerksamkeit mit dem viralen Video „America First – The Netherlands Second“, welches den Videowettbewerb Every Second Counts verschiedener Comedyshows nach sich zog. In dem Video stellt Lubach die Niederlande dem damals neugewählten US-amerikanischen Präsidenten Donald Trump vor.
Auch innerhalb der Niederlande sorgten die Sendungen von Zondag met Lubach immer wieder für Aufsehen. So sorgte im Jahr 2015 eine Sendung über das Transatlantische Freihandelsabkommen zwischen der EU und den USA (TTIP) für eine landesweite Diskussion; die Ministerin für Außenhandel und Entwicklungszusammenarbeit, Lilianne Ploumen (PvdA), garantierte daraufhin gegenüber Zondag met Lubach schriftlich, dass das Abkommen niederländische Standards der Lebensmittelsicherheit und des Tierwohls nicht untergraben würde.
Die Sendung startete eine Petition, die forderte, Arjen Lubach zum „Pharao der Niederlande“ zu krönen. Sie erreichte mehr als 50.000 Unterschriften, und wurde daher von der Zweiten Kammer beraten. Letztendlich wurde sie aber abgelehnt, weil das Parlament keine Titel verleihen könne und „Titel und Funktion des Pharao im Sinne des alten Ägypten […] den in unserem Land tief verwurzelten Normen und Werten [widersprächen].“
Geringer als vorhergesagte Wahlgewinne für die PVV von Geert Wilders bei den Parlamentswahlen 2017 werden auch einer kurz zuvor ausgestrahlten Sendung von Zondag met Lubach zugeschrieben.